# Ragnhild Aamodt
Ragnhild Margrethe Aamodt (* 9. September 1980 in Sarpsborg, Norwegen) ist eine ehemalige norwegische Handballspielerin.

## Karriere
Aamodt begann mit vier Jahren das Handballspielen beim norwegischen Verein Skjeberg HK, bei dem sie später mit der Damenmannschaft in der höchsten Spielklasse spielte. 2003 verließ sie Norwegen, um künftig für den dänischen Erstligisten GOG auf Torejagd zu gehen. Nach zwei Jahren wechselte die Linkshänderin zum Ligarivalen Ikast-Bording Elite Håndbold (seit Ende 2008 FC Midtjylland Håndbold). Mit Ikast stand sie 2007 im Finale des EHF-Pokals, scheiterte dort jedoch an Swesda Swenigorod. 2008 gewann sie mit Ikast die dänische Vizemeisterschaft. Im Sommer 2009 wechselte sie zum norwegischen Verein Sarpsborg IL. Im Jahr 2012 beendete sie ihre Karriere.
Aamodt hat 133 Länderspiele für die norwegische Frauen-Handballnationalmannschaft bestritten, in denen sie 314 Treffer erzielte. 2004, 2006 und 2008 gewann sie mit dem norwegischen Team die Europameisterschaft. Bei der Handball-Weltmeisterschaft der Frauen 2007 in Frankreich wurde sie Vizeweltmeisterin. Ein Jahr später holte sie sich bei den Olympischen Spielen die Goldmedaille.